# ボンスセッソFC

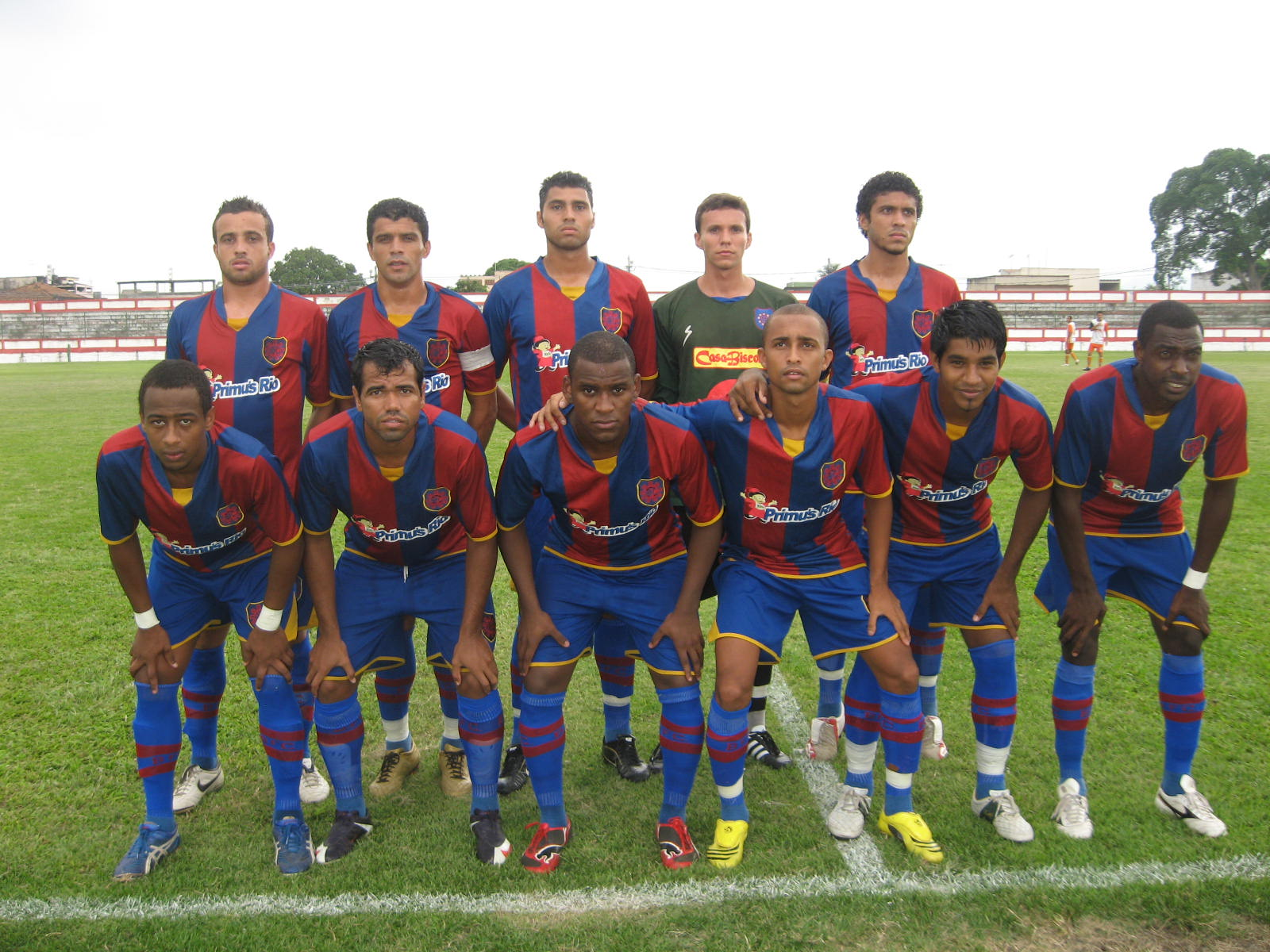
2009シーズンのチームフォト

ボンスセッソFC (ポルトガル語: Bonsucesso Futebol Clube) は、ブラジル・リオデジャネイロ州リオデジャネイロのボンスセッソ地区を本拠地とするサッカークラブである。1913年8月12日創設。これまでにカンピオナート・ブラジレイロ・セリエB（ブラジル全国選手権2部）に2度参戦した。

## 歴史
クラブは1912年8月12日に創設された。カンピオナート・カリオカ（リオデジャネイロ州選手権）が分裂していた1924年、ボンスセッソはLMDT (Liga Metropolitana de Desportos Terrestres) によるリーグで準優勝した。決勝ではヴァスコ・ダ・ガマに敗れた。「黒いダイヤモンド」と呼ばれたレオニダス・ダ・シルバは1931年から1932年までボンスセッソでプレーした。1935年、ボンスセッソのエミリアーノ・ラモス（愛称シーナ）がカンピオナート・カリオカで16ゴールを挙げ、得点王に輝いた。
1980年、カンピオナート・ブラジレイロ・セリエBに参加したが、第2ステージで敗れた。1983年、再びセリエBに参加し、第1ステージで敗退した。

## スタジアム
エスタジオ・レオニダス・ダ・シウヴァ(通称：テイシェイラ・ジ・カストロ) をホームスタジアムとして使用しており、収容人数は2,390人。

## タイトル

### 国内タイトル
- カンピオナート・カリオカ2部：4回
  - 1926, 1981, 1984, 2011
- カンピオナート・カリオカ3部：1回
  - 2003
- カンピオナート・カリオカ4部：1回
  - 1921

### 国際タイトル
なし

## 歴代所属選手
- レオニダス 1931-1932
- ゼ・マリオ 1970
- カボレ 2005
- トゥーリオ・マラヴィーリャ 2011